# B.K. Dertien
Barteld Kornelis Dertien (Losdorp, 8 januari 1890 - aldaar, 11 september 1965), in de literatuur doorgaans B.K. Dertien genoemd, was een Nederlandse architect, die werkzaam was in het noordoosten van de provincie Groningen.

## Leven en werk
B.K. Dertien werd geboren als zoon van de aannemer-timmerman Pieter Dertien (1842-1926), die tevens herbergier was. Van hem leerde hij het vak, maar hij volgde daarnaast ook cursussen in Groningen. In 1920 ging hij als bouwkundig tekenaar werken in Apeldoorn, waarschijnlijk bij architect Henk Wegerif (1888-1963). Dertien kende de gemeente Apeldoorn al, doordat hij tijdens de Eerste Wereldoorlog in Nieuw-Milligen opzichter was geweest over een interneringskamp. In 1921 keerde hij terug naar Losdorp en begon daar een eigen architectenpraktijk. Daarnaast werd hij in 1934 benoemd tot ontvanger van de in 1990 opgeheven gemeente Bierum. In 1938 richtte hij in Appingedam met G.W. Burema het Architectenbureau B.K. Dertien en G.W. Burema op, al bleef hij ook zelfstandig opdrachten uitvoeren. Bovendien was Dertien bij Woudsend Verzekeringen in dienst als agent. Buiten zijn werk was hij in het dorpsleven actief, onder meer als voorzitter van de lokale konijnenfokvereniging. Ook schilderde hij in zijn vrije tijd dorpsgezichten en landschappen. Hij is in september 1965 op 75-jarige leeftijd te Losdorp overleden.
Dertien ontwierp vooral woonhuizen, maar ook enige boerderijen, scholen en villa's. Zijn stijl kenmerkte zich door een voorliefde voor een verstrakte vorm van de stijl van de Amsterdamse School, waarbij soms invloeden  te zien zijn van het werk van de Amerikaanse architect Frank Lloyd Wright (1867-1959). Het door Dertien ontworpen voorhuis van de boerderij Haykensheerd in Zeerijp (1930) is aangewezen als rijksmonument.

## Werken (selectie)
- ±1923: Villa De Greede, Usquert[1]
- 1926: Garage voormalig busbedrijf Scheper & Mulder, Holwierde[2]
- 1930: Voorhuis boerderij Haykensheerd, Zeerijp[3]
- 1931: Drie geschakelde woonhuizen, te weten Bolwerk 2 en 4 en Koningstraat 1. Koningstraat 1 zit vast aan Bolwerk 2 Appingedam[4]
- 1933: Woonhuis, Holwierde[5]
- 1936: Winkel/woonhuis, Spijk[6]